# Shanghai Knights
Shanghai Knights är en amerikansk action-, äventyr-, komedifilm från 2003 och är uppföljare till Shanghai Noon (2000). Filmen regisserades av David Dobkin och manus skrevs av Alfred Gough och Miles Millar, som även skrev manus till den första filmen.
Filmen hade premiär 30 januari 2003 i Singapore, i USA 3 februari och i Sverige 9 maj.

## Handling
Utspelar sig 1887. När Wangs far blir dödad i Kina och mördaren flyr till England, beslutar sig både Wang och hans syster Lin (båda helt ovetande om den andres beslut) att ge sig iväg efter honom. Med hjälp av en vänlig kommissarie från Scotland Yard och ett föräldralöst gatubarn på 10 år blir Wang, Roy och Lins tid i London fylld av äventyr och England får stå ut med samma behandling som vilda västern fick utstå i den tidigare filmen Shanghai Noon.

## Skådespelare
- Jackie Chan - Chon Wang
- Owen Wilson - Roy O'Bannon
- Fann Wong - Chon Lin
- Aidan Gillen - Lord Nelson Rathbone
- Donnie Yen - Wu Chow
- Thomas Fisher - Arthur Conan Doyle
- Gemma Jones - Drottning Victoria
- Aaron Johnson - Charlie Chaplin